# Abel Transon
Abel Etienne Louis Transon, né à Versailles le 25 décembre 1805 et mort à Paris le 23 août 1876, est un mathématicien et journaliste politique français.

## Carrière
Transon est ancien élève de l'École polytechnique (X1823) et ingénieur du Corps des mines. Il est nommé répétiteur à l'École polytechnique (cours d'analyse de Liouville) en 1841.
Il est l'auteur de plusieurs articles, à partir de 1841, dans le Journal de mathématiques pures et appliquées (Journal de Liouville).

## Du saint-simonisme au fouriérisme
Transon était saint-simonien dès son passage à l'École polytechnique. Il écrit dans le journal Le Globe. Néanmoins, il se sépare d'Enfantin en même temps que Bazard ; lui-même rejoint la mouvance fouriériste. Tout en se convertissant au catholicisme en 1834, il sera un des piliers de ce mouvement, avec Victor Considerant.

## Aérostation
En 1844  Abel Transon, publie dans Le Magasin pittoresque un article sur les ballons cerfs-volants. Il y fait le constat que le ballon captif ne peut se maintenir contre le vent : sous l’effet d’un fort vent, un ballon captif est ramené vers le sol (le captif ne peut se déplacer que sur un arc de cercle dont le rayon est la corde d’amarrage et le centre son point d’ancrage. Lorsque le vent pousse le ballon, il suit cet arc et en s’éloignant de la verticale de son ancrage, il se rapproche fatalement du sol). Transon a l'idée de compenser la descente du ballon par la force ascensionnelle d'un cerf volant. Plus le vent est fort, plus le ballon tend à baisser, mais plus le cerf-volant tend à monter. Il indique dans cet article que deux expériences de ce type ont eu lieu, sans en préciser les circonstances ni les auteurs.
Ce principe sera repris par le capitaine anglais Douglas en 1888 puis par les Allemands avec le Drachen-Ballon.

## Hommages
- Officier de la Légion d'honneur (1872)